# Canina (Valona)
Canina (in albanese Kaninë; desueto in italiano Cannina) è una frazione del comune di Valona in Albania (prefettura di Valona).

## Storia

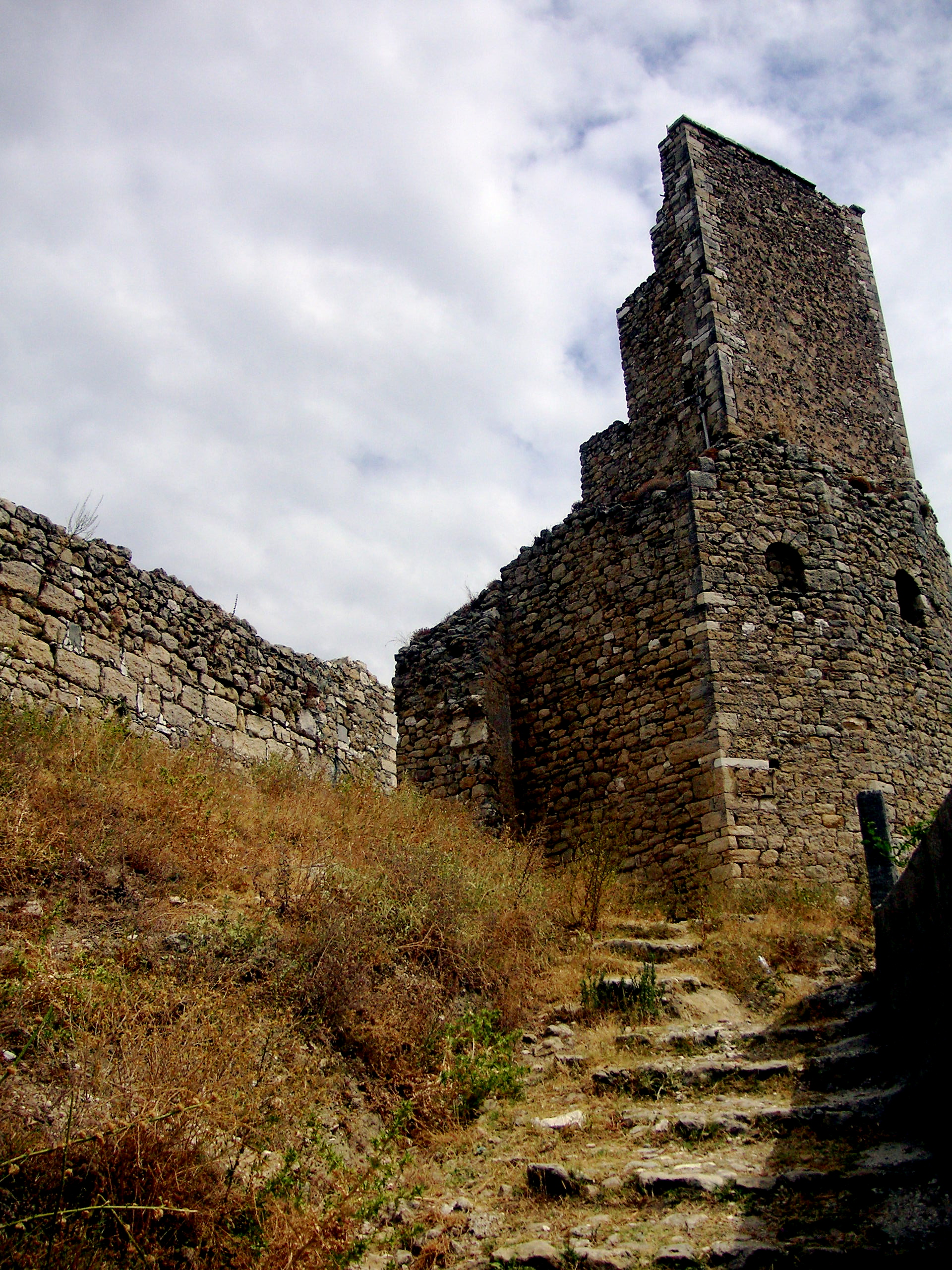
Resti della fortezza

La storia di Canina ha inizio intorno al IV secolo a.C., quando gli illiri costruirono una piccola fortezza, la quale fu distrutta durante le Invasioni barbariche.
Ricostruita la fortezza per volere dell'Imperatore Giustiniano, si venne a creare un piccolo borgo di stampo agricolo.

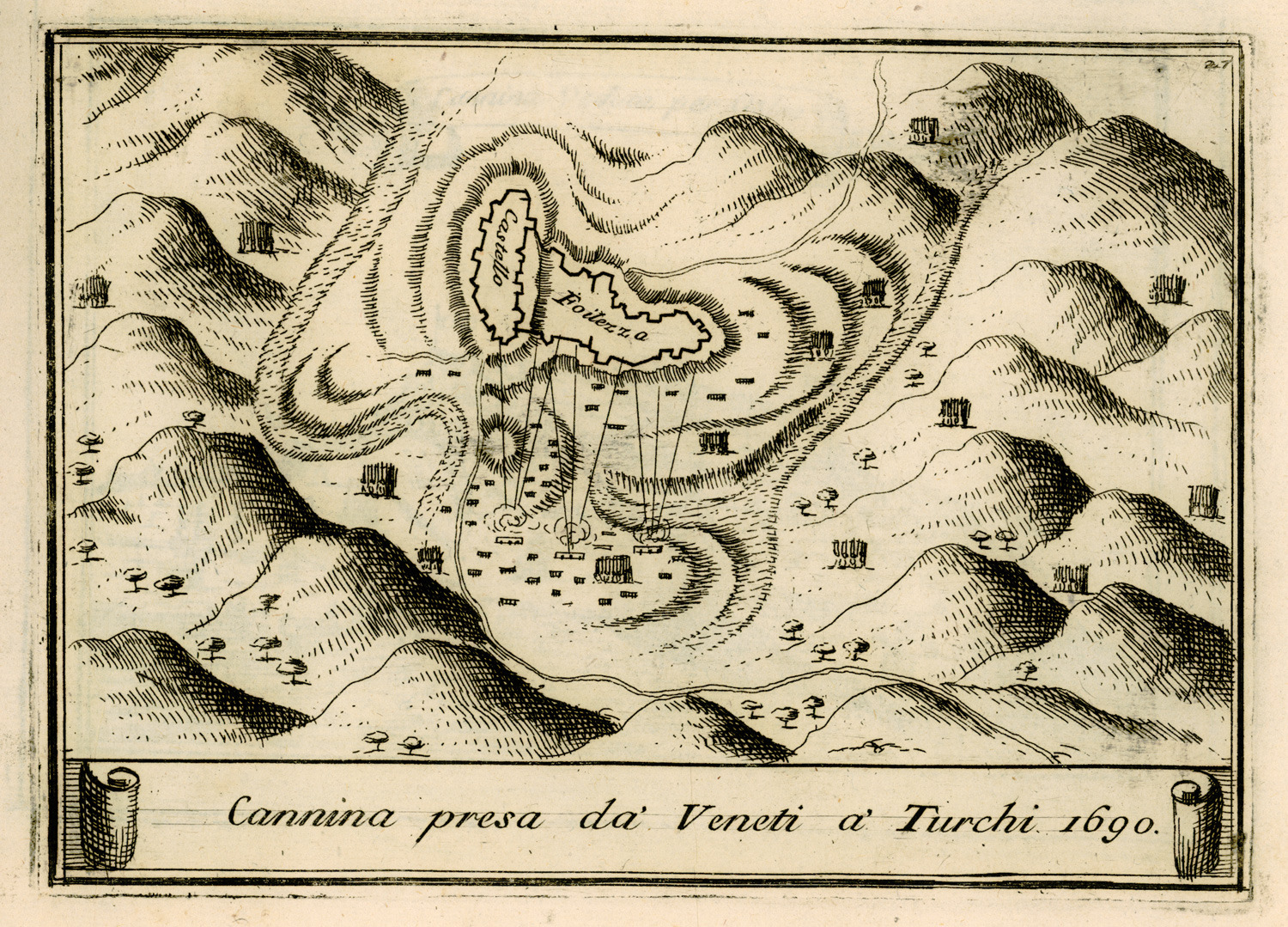
Mappa Veneziana di Canina nel 1690

Durante il Medioevo, nel XIII secolo, Canina fu donata dalla famiglia di Elena Ducas al suo futuro marito, Manfredi di Sicilia. Nel 1272 Canine seguì le sorti dell'intera regione, venendo inglobata nel Regno d'Albania.
Nel 1417, gli Ottomani conquistarono Canina, costringendo la principessa Rudina Balsici ad andare in esilio a Corfù. Gli Ottomani distrussero l'intera cittadina, deportando in Turchia molti uomini come schiavi e dando fuoco alle chiese. 
Salvo un breve periodo di dominazione da parte della Serenissima Repubblica di Venezia durato due anni a partire dal 1690, Canina rimase sotto il dominio ottomano per quasi 500 anni, fino all'Indipendenza dell'Albania nel 1912.